# Malaxis leonardii
Malaxis leonardii är en orkidéart som beskrevs av Oakes Ames. Malaxis leonardii ingår i släktet knottblomstersläktet, och familjen orkidéer. Inga underarter finns listade i Catalogue of Life.